# سوکولوفکا (شهرستان شارانسکی، باشقیرستان)
سوکولوفکا (انگلیسی: Sokolovka, Sharansky District, Republic of Bashkortostan) یک شهرک در شهرستان شارانسکی استان باشقیرستان کشور روسیه است.